# هزلیات مولوی
اشعار مولوی حکایاتی است که بی‌پرده از ویژگی‌های جنسی و شهوانی در انسان سخن گفته و از به کارگیری واژه‌های رکیک در این زمینه ابایی نداشته‌است. وی با هنر داستان‌سرایی و صراحت لهجه در این مقولات که بشریت از دیرباز با آن سروکار داشته سخن رانده‌است.

## دیدگاه مولانا در زمینهٔ انسان و شهوت
مولانا شهوت و شهوت‌رانی را همزاد و همراه بشریت می‌داند و معتقد است که آدمیان در هر عصری مبتلای آنند. به همین دلیل با گفتمان خاص خود به ارائهٔ داستان‌ها و تجاربی تلخ در این زمینه می‌پردازد.
وی انسان را ترکیبی از حیوان و فرشته می‌داند که خصلت‌های نیک وبد (تقوا و فجور) در وی وجود دارد، اما به عقیدهٔ مولانا انسان می‌تواند با تربیت صحیح از سفلی به اعلی راه یابد.

### پنهان شدن حقیقت در اثر شهوت
مولوی معتقد است که شهوت جنسی، آدمی را کور و کر می‌کند. انسان شهوت‌زده، خری را چون انسان زیبا می‌بیند آنچنان که در داستان کنیزک و خر خاتون به این موضوع اشاره داشته‌است:

## درس‌های اخلاقی در قالب ادبیات شهوانی
شیوهٔ طرح مسائل توسط مولانا بگونه‌ای است که با خواندن این اشعار، خواننده احساس بدی پیدا نمی‌کند و حتی ممکن است فکر کند که یک درس اخلاقی گرفته است.
برخی معتقدند که ساختار شناختی و معرفتی برخی از مردم به گونه‌ای است که اگر مطالبی در قالب داستان‌های شهوت‌انگیز مطرح شوند تأثیرگذاری بیشتری خواهند داشت.

## رواج در زمانه
وعاظ و عرفای آن زمان از بیان الفاظ زننده یا هزل‌آمیز هیچ ابایی نداشتند. مثلاً مولوی، شمس تبریزی، و سنایی هر سه از ناسزای «غَرخواهر» در آثارشان استفاده کرده‌اند که در زمانهٔ خود امری مقبول و رایج بود. مولوی در غزل زیر از دیوان شمس، برای خوار کردن دشمنان از الفاظ و عبارات «قبیح» استفاده کرده‌است.
| آن کون خر کز حاسدی عیسی بود تشویش او       |  | صد کیر خر در کون او، صد تیز سگ در ریش او |
| خر صید آهو کی کند، خر بوی نافه کی کشد      |  | یا بول خر را بو کند، یا گُه بود تفتیش او  |
| هر جوی آب اندر رود آن ماده‌خر بولی کند      |  | جو را زیان نبود ولی، واجب بود تعطیش او   |
| خر ننگ دارد زان دغل، از حق شنو «بل هُم أضلّ» |  | ای چون مخنث غنج او، چون قحبگان تخمیش او  |
| خامش کنم تا حق کند او را سیه‌رویِ ابد        |  | من دست در ساقی زنم چون مستم از تجمیش او  |

## مطالعهٔ بیشتر
- Tourage, Mahdi (2007). Rūmī and the Hermeneutics of Eroticism (به انگلیسی). Leiden: Brill.